# Truyền mômen spin
Spin torque transfer (chưa có thuật ngữ tiếng Việt chính xác, có thể tạm dịch đơn giản là Sự truyền mômen spin) là một hiệu ứng vật lý mô tả sự truyền mômen động lượng spin của một điện tử cho một mômen từ mà kết quả của quá trình là mômen từ bị quay đi theo chiều của mônen xung lượng spin đó. Đây là một trong những hiệu ứng nền tảng của công nghệ spintronics và từ học mà ứng dụng của nó là việc điều khiển mômen từ bằng dòng điện tử phân cực spin.

## Khái niệm về spin torque transfer
Khái niệm về spin torque transfer lần đầu tiên xuất hiện vào năm 1996 trong các công trình độc lập của Luc Berger (Đại học Carnegie Mellon) đăng trên tạp chí Physical Review B và J. C. Slonczewski (IBM Thomas Watson) đăng trên Journal of Magnetism and Magnetic Materials . Các lý thuyết này mô tả hiệu ứng từ độ của các lớp màng mỏng từ có thể bị xoay đi khi có một dòng điện tử phân cực spin truyền qua, hoặc tạo ra hiệu ứng sóng spin trong các màng mỏng (từ độ bị quay đi một cách liên tục). Hiệu ứng spin torque transfer được thực nghiệm khẳng định vào cuối những năm 1990 trên màng mỏng Co. Khi một dòng điện tử truyền qua một lớp vật liệu sắt từ, mômen spin của nó sẽ bị phân cực theo hướng từ độ của lớp sắt từ đó và trở thành dòng điện tử phân cực spin. Dòng điện tử này khi tương tác với mômen từ khác, nó sẽ truyền mômen xung lượng spin của mình cho mômen từ đó, và khiến cho mômen từ bị quay theo chiều của spin phân cực. Đây là nguyên lý của spin torque transfer. Lý thuyết về spin torque transfer tiếp tục được phát triển và độ lớn của mômen truyền spin trong quá trình này có thể được mô tả theo công thức:
{\displaystyle \mathbf {M_{st}} =-\mathbf {N_{st}} |g|\mu _{B}/(\hbar V)}
với V là thể tích lớp sắt từ tự do, g là thừa số Landé, μB là Bohr magnetron, {\displaystyle -\mathbf {N_{st}} } là tenso spin torque được cho bởi:
{\displaystyle -\mathbf {N_{st}} =A\mathbf {x} .(\mathbf {Q_{in}} +\mathbf {Q_{refl}} -\mathbf {Q_{trans}} )}
với A là tiết diện tán xạ, Q là mật độ dòng spin (in: truyền đến, refl: phản xạ và trans: truyền qua).

## Ứng dụng
Spin torque transfer (STT) là một khái niệm quan trọng trong vật lý và công nghệ mới spintronics có tính phổ quát cao, mô tả sự tương tác của dòng spin với các mômen từ. Một số ứng dụng cụ thể gần đây bao gồm:

### Dịch chuyển của vách đômen do dòng điện tử phân cực spin
Khi dòng điện tử phân cực spin truyền qua một vách đômen từ (là một kết cấu biến đổi liên tục của các mômen từ từ chiều này qua chiều khác), nó làm cho các mômen từ trong vách bị quay dần theo chiều của đômen từ đã phân cực spin điện tử, có nghĩa là làm cho vách đômen bị dịch chuyển dần theo chiều của dòng điện. Hiệu ứng này được đặc biệt quan tâm cho ứng dụng trong bộ nhớ racetrack hoạt động dựa trên việc điều khiển các vách đômen từ trong các dây nano, đang hứa hẹn là thế hệ bộ nhớ không tự xóa thế hệ mới.

### Bộ nhớ MRAM sử dụng spin torque transfer

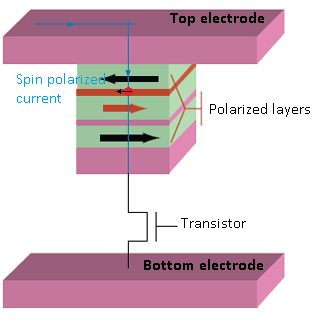
Nguyên lý của STT MRAM: dòng điện tử phân cực spin cho phép đảo chiều từ độ của các lớp sắt từ với chiều từ độ được định nghĩa là một bit thông tin.

Một trong những ứng dụng khác của spin torque transfer là bộ nhớ MRAM từ điện trở sử dụng công nghệ ghi spin torque transfer. Các bit thông tin được định nghĩa bởi sự định hướng của mômen từ trong các cột nano đa lớp. Sử dụng dòng điện tử phân cực spin cho phép điều khiển sự định hướng của từ độ của các lớp này theo nguyên lý spin torque transfer cho phép ghi thông tin với tốc độ cao. Gần đây, hãng Fujitsu giới thiệu sản phẩm MRAM sử dụng spin torque transfer cho phép giảm kích cỡ tới 60% so với công nghệ RAM phổ biến hiện nay.